# Papieska elekcja 1261
Papieska elekcja 26 maja – 29 sierpnia 1261 – odbyła się po śmierci Aleksandra IV. W jej wyniku papieżem został Urban IV.

## Śmierć papieża Aleksandra IV
Papież Aleksander IV zmarł 25 maja 1261 roku w Viterbo. W czasie swojego pontyfikatu dążył do ostatecznego obalenia dynastii Hohenstaufów, zarówno w Cesarstwie, jak i w królestwie Sycylii, które było lennem papiestwa. Podstawowym problemem politycznym końca jego pontyfikatu była kwestia, jaki władca i jaka dynastia miałyby zastąpić Hohenstaufów na tronie sycylijskim. Aleksander IV i większość kardynałów opowiadała się za angielskim kandydatem, księciem Ryszardem z Kornwalii, choć istniała także koncepcja osadzenia na tym tronie francuskich Andegawenów. Jednak w chwili śmierci Aleksandra IV pozycja Manfreda Hohenstaufa, koronowanego w 1258 na króla Sycylii, była nadal bardzo silna i nie zapowiadała sukcesu polityki papiestwa.

## Lista uczestników
W wyborze nowego papieża wzięło udział wszystkich ośmiu żyjących kardynałów:
- Odon de Châteauroux (nominacja kardynalska: 28 maja 1244) – kardynał biskup Tusculum; prymas Świętego Kolegium Kardynałów
- István Báncsa (23 grudnia 1251) – kardynał biskup Palestriny
- Jan z Toledo OCist (28 maja 1244) – kardynał prezbiter S. Lorenzo in Lucina; protoprezbiter Świętego Kolegium Kardynałów
- Hugues de Saint-Cher OP (28 maja 1244) – kardynał prezbiter S. Sabina; penitencjariusz większy
- Riccardo Annibaldi (29 maja 1238) – kardynał diakon S. Angelo in Pescheria; protodiakon Świętego Kolegium Kardynałów; archiprezbiter bazyliki watykańskiej
- Ottaviano Ubaldini (28 maja 1244) – kardynał diakon S. Maria in Via Lata
- Giovanni Gaetano Orsini (28 maja 1244) – kardynał diakon S. Nicola in Carcere Tulliano; komendatariusz kościołów prezbiterialnych S. Crisogono i S. Lorenzo in Damaso
- Ottobono Fieschi (23 grudnia 1251) – kardynał diakon S. Adriano

Wśród elektorów było czterech Włochów, dwóch Francuzów, Węgier i Anglik. Wszyscy zostali mianowani przez Innocentego IV, oprócz kardynała Annibaldiego, którego mianował Grzegorz IX.

## Frakcje
Stosunek do kwestii obsady tronu sycylijskiego był podstawowym kryterium podziałów wśród kardynałów. Co najmniej czterech z nich (Jan z Toledo, Hugues de Saint-Cher, Ottobono Fieschi i Riccardo Annibaldi) reprezentowało opcję proangielską. Giovanni Gaetano Orsini i Odon de Châteauroux popierali dynastię Andegawenów, natomiast kardynał Ubaldini opowiadał się za próbą pojednania z Manfredem Hohenstaufem. Węgierski kardynał István Báncsa zajmował postawę neutralną.

## Przebieg elekcji. Wybór Urbana IV
Kardynałowie zebrali się w pałacu biskupim w Viterbo nazajutrz po śmierci Aleksandra IV. Przez blisko trzy miesiące elektorzy nie byli w stanie wybrać papieża z własnego grona. Według jednej z relacji, przedłużająca się sediswakancja była spowodowana m.in. niezgodą na kandydowanie dwóch powszechnie szanowanych kardynałów, Jana z Toledo i Huguesa de Saint-Cher. Po trzech miesiącach elektorzy doszli do wniosku, że muszą wybrać papieża spoza Świętego Kolegium. 29 sierpnia 1261 wybrali jednogłośnie na papieża Jacques’a Pantaleona, patriarchę Jerozolimy i legata papieskiego w Cesarstwie Łacińskim, który akurat przebywał w Viterbo, zabiegając w kurii o pomoc dla zagrożonych państw łacińskich na Wschodzie. Wybór na papieża Francuza i zdeklarowanego przeciwnika Hohenstaufów świadczy o tym, że wśród kardynałów przeważył pogląd o konieczności szukania sojusznika przeciw Manfredowi we Francji. Elekt przyjął imię Urban IV i 4 września został uroczyście koronowany w katedrze w Viterbo przez protodiakona Riccardo Annibaldiego.